# Diritti LGBT nelle Filippine
I cittadini LGBT delle Filippine possono tutelarsi ed affrontare legalmente eventuali atteggiamenti sociali discriminanti o che fossero di vera e propria persecuzione in quanto, tranne che nella capitale regionale a maggioranza musulmana Marawi, l'omosessualità è legale. 
L'accettazione nei confronti delle persone omosessuali è via via aumentata nel corso degli anni, favorita anche da una maggior educazione sessuale, dall'aver iniziato ad affrontare questioni riguardanti l'identità di genere, oltre che per la crescente visibilità e l'attivismo politico della locale comunità LGBT.
I matrimoni tra persone dello stesso sesso non sono ancora legalmente riconosciuti; l'adozione di bambini orfani da parte anche di coppie gay è invece permessa.
La comunità omosessuale è ampiamente visibile sia nei media che nel campo della moda e delle arti in genere.

## Codice penale
I rapporti omosessuali tra adulti consenzienti svolti in privato non sono perseguibili, anche se una condotta sessuale troppo esplicita o aperte manifestazioni d'affetto svoltesi in pubblico possono ancora essere soggetti al reato di "grave scandalo" di cui parla l'Art 200 del codice in vigore a partire dal 1931, il quale vieta per l'appunto la pubblica espressione di atti che possono offendere il sentimento morale comune.
L'età del consenso è fissata per tutti a 12 anni: il contatto sessuale con minori di 18 anni, pur essendo consensuale, rimane reato se implica prostituzione o se è il risultato di una qualche forma di ricatto.

## Discriminazione e omofobia
Le Filippine sono un paese a larghissima maggioranza cattolica, ma con anche un'ampia minoranza musulmana, fedi religiose che entrambe prevedono forti, chiari e radicali insegnamenti anti-omosessuali. La conferenza episcopale del paese ha sempre espresso la propria ferma contrarietà nei riguardi della concessione di qualsiasi diritto civile ai gay.
Dichiarazioni a forti tinte omofobiche ottengono spesso l'attenzione dei media online, come quelle espresse da celebrità come Miriam Quiambao, Manny Pacquiao, e più recentemente l'articolo della giornalista Christine Bersola-Babao dal titolo "Essere gay". Il candidato al senato Eddie Villanueva, nonché leader religioso fondatore di un'autonoma chiesa cristiana, ha affermato d'esser contrario al matrimonio omosessuale in quanto ciò va contro gli eterni insegnamenti biblici.

## Forze armate
L'orientamento sessuale o la religione professata non esentano alcun cittadino dallo svolgere il servizio militare, anche se alcune ricerche effettuate hanno sollevato la questione riguardante ragazzi apertamente gay perseguitati all'interno delle caserme e successivamente cacciati. A partire dal 2009 è stato ufficialmente proibito qualsiasi atto discriminatorio nei confronti di gay, bisessuali o donne che desiderassero arruolarsi e servire all'interno delle forze armate, dopo che era stato tentato d'impedirne per legge il loro ingresso.

## Politica
La legge elettorale nazionale riconosce ad alcune categorie svantaggiate, tra cui anziani, contadini e giovani lavoratori, il diritto di accedere ad un numero di seggi riservati alla Camera dei rappresentanti, il 20% del totale. Nel 1995-97 sono stati compiuti sforzi infruttuosi per riformare la legge in modo da includervi anche le persone LGBT; un sostenitore della riforma è stato l'allora presidente del Senato pro tempore Blas Ople.
Il primo partito politico filippino a comprendere anche i diritti LGBT nel proprio programma di governo è stato il partito d'azione dei cittadini Akbayan nel 1990, una formazione minore all'interno dello spettro parlamentare. 
Principali avversari di qualsiasi legislazione che favorisca i diritti civili sono i membri del partito conservatore Lakas-CMD: Rodolfo Biazon e Miriam Defensor Santiago sono stati fin dal 2006 i più strenui ed accesi avversari del riconoscimento dei matrimoni omosessuali effettuati all'estero.
La rappresentante del partito Akbayan, Risa Hontiveros ha lanciato più di una volta i suoi strali contro la miopia legislativa del governo, affermando che l'assenza di qualsiasi politica di tutela dei diritti di lesbiche, gay, bisessuali e transgender, trattandoli quindi come cittadini di seconda classe, tradisce chiaramente l'omofobia dei suoi rappresentanti.
Le Filippine non hanno ancora firmato la dichiarazione delle Nazioni Unite che condanna senza mezzi termini qualsiasi forma di violenza, condanna, discriminazione, esclusione, stigmatizzazione e pregiudizio basato sull'orientamento sessuale e l'identità di genere.

### Il partito Ang Ladlag
L'Ang Ladlag è una nuova formazione politica progressista che ha come programma primario quello di combattere la discriminazione e le molestie rivolte contro le persone LGBT: nel 2009 la commissione filippina per le elezioni gli ha negato di partecipare alla competizione elettorale che doveva svolgersi la primavera seguente per motivi d'immoralità. Un mese prima delle elezioni la Corte suprema ha annullato la sentenza permettendo al partito gay-friendly di concorrere liberamente alla tornata elettorale.

## Matrimonio e famiglia omogenitoriale
Le Filippine non offrono ancora alcun riconoscimento giuridico ai matrimoni omosessuali, alle unioni civili o ai benefici concessi alle coppie conviventi. Nel 2011 è stato presentato un disegno di legge con l'intento di modificare l'Art 26 del codice di famiglia per vietare qualsiasi tipo di matrimonio al di fuori di quello eterosessuale, finalizzato a bloccare il riconoscimento dei matrimoni omosessuali contratti all'estero.

## Comunità LGBT

### Al cinema[26]
Solo a partire dagli inizi degli anni 2000 il cinema filippino ha iniziato a trattare apertamente e senza inibizioni il tema dell'omosessualità maschile; tra i film che hanno avuto maggior riscontro di critica e pubblico abbiamo:
- 2003: Duda (film)
- 2005: Bathhouse
- 2005: Masahista
- 2005: Ang pagdadalaga ni Maximo Oliveros
- 2007: Ang Lalake sa Parola
- 2008: Ang lihim ni Antonio
- 2008: Kambyo
- 2008: Daybreak (film 2008)
- 2008: Walang Kawala
- 2009: Sagwan
- 2009: Boy
- 2010: Lagpas: Ikaw, ano'ng trip mo?